# 山本悦秀
山本 悦秀（やまもと えつひで、1945年4月19日 - ）は、日本の歯科医師、歯学者、開業医、金沢大学名誉教授。元金沢大学大学院医学系研究科癌医科学専攻・細胞浸潤学（歯科口腔外科）教授。元日本口腔腫瘍学会理事長青柳卓雄の義弟

## 経歴
1970年東京歯科大学卒業、1975年東京医科歯科大学大学院修了。以後、東京医科歯科大学助手、札幌医科大学講師、助教授を経て1988年より金沢大学教授。2011年に定年退職し、名誉教授に就任。洗足に歯科医院を開設し、現在理事長である。

## 著作
- 山本悦秀『走る定年教授の充実オストメイト・ライフ』（復活編）スターダイバー、徳間書店〈後遅走 (ごちそう) サンデー〉、2013年8月。ISBN 9784198636609。 NCID BB13897953。
- 山本悦秀『走って治すぞ、ガン闘病。 : 大学教授60歳、突然のガン宣告。そして、人工肛門 (ストーマ)。それでも、走る--。』スターダイバー、徳間書店、2014年1月。ISBN 9784198637477。 NCID BB16481361。
- 山本悦秀『定年教授の癌克服ラン日記』（v.7）スターダイバー、徳間書店〈後遅走 (ごちそう) サンデー〉、2015年8月。ISBN 9784198636609。 NCID BB13897953。
- 山本悦秀『金沢大学医学部教授のがん闘病&市民マラソン日記』（最終編）北国新聞社〈後遅走 (ごちそう) サンデー〉、2010年12月。ISBN 9784833017749。 NCID BB05092517。
- 神田重信、有地榮一郎、山本悦秀、湯浅賢治、吉浦一紀 編『口腔画像臨床診断学』アークメディア、2010年5月。ISBN 9784875831242。 NCID BB02132003。
- 山本悦秀 編『第23巻 歯科口腔系疾患』（第2版）中山書店〈看護のための最新医学講座〉、2009年8月。ISBN 9784521730998。 NCID BA91194650。
- 山本悦秀『気分は爽快、後遅走 (ごちそう)サンデー』（熱走編）北国新聞社出版局〈歯科口腔外科医の市民マラソン日記〉、2004年11月。ISBN 4833013878。 NCID BA65460655。
- 山本悦秀『気分は爽快、後遅走 (ごちそう)サンデー』（西走編）北国新聞社出版局〈歯科口腔外科医の市民マラソン日記〉、2002年4月。ISBN 4833012073。 NCID BA65460655。
- 山本悦秀 編『第23巻 歯科口腔系疾患』中山書店〈看護のための最新医学講座〉、2001年6月。ISBN 4521621112。 NCID BA52168956。
- 山本悦秀『気分は爽快、後遅走 (ごちそう)サンデー』北国新聞社出版局〈歯科口腔外科医の市民マラソン日記〉、1998年9月。ISBN 4833010402。 NCID BA39063363。

### 科学研究費補助金研究成果報告書
- 研究代表者 山本悦秀『口腔扁平上皮癌の浸潤増殖動態に関する実験的研究 : 特に浸潤様式からみた浸潤機序の解析を中心に』〈科学研究費補助金(基盤研究(B))研究成果報告書〉2008年3月。 NCID BB12954406。
- 研究代表者 山本悦秀『腔扁平上皮癌の浸潤増殖動態に関する実験的研究 : 特に浸潤様式からみた浸潤機序の解析を中心に』〈科学研究費補助金(基盤研究(B)(2))研究成果報告書〉2005年3月。 NCID BA75063968。
- 研究代表者 山本悦秀『口腔扁平上皮癌の浸潤増殖動態に関する実験的研究』〈科学研究費補助金(基盤研究(B)(2))研究成果報告書〉2002年3月。 NCID BA61862737。
- 研究代表者 山本悦秀『口腔扁平上皮癌の浸潤増殖動態に関する研究』〈科学研究費補助金(基盤研究(B)(2))研究成果報告書〉1999年3月。 NCID BA45588328。
- 研究代表者 山本悦秀『口腔扁平上皮癌の浸潤増殖動態に関する研究』〈平成6年および7年度科学研究費補助金(一般研究B)研究成果報告書〉1996年3月。 NCID BN14359678。

## 所属団体
- 日本歯科医学会
  - 日本口腔外科学会 元理事[3]
  - 日本歯科薬物療法学会 永年会員[4]
  - 日本顎変形症学会 名誉会員[5]
  - 日本小児口腔外科学会
  - 日本口腔腫瘍学会 元理事長[2]
- 日本医学会
  - 日本口腔科学会　名誉会員[6]
- 日本頭頸部癌学会
- 日本口腔組織培養学会　第32回大会長[7]
- 国際口腔外科学会
- 日本オストミー協会